# Gustave Le Gray

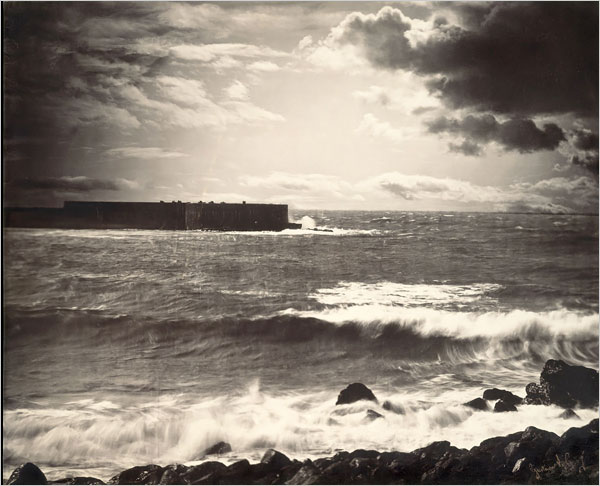
Le Gray, Grande Vague, Sète, 1857

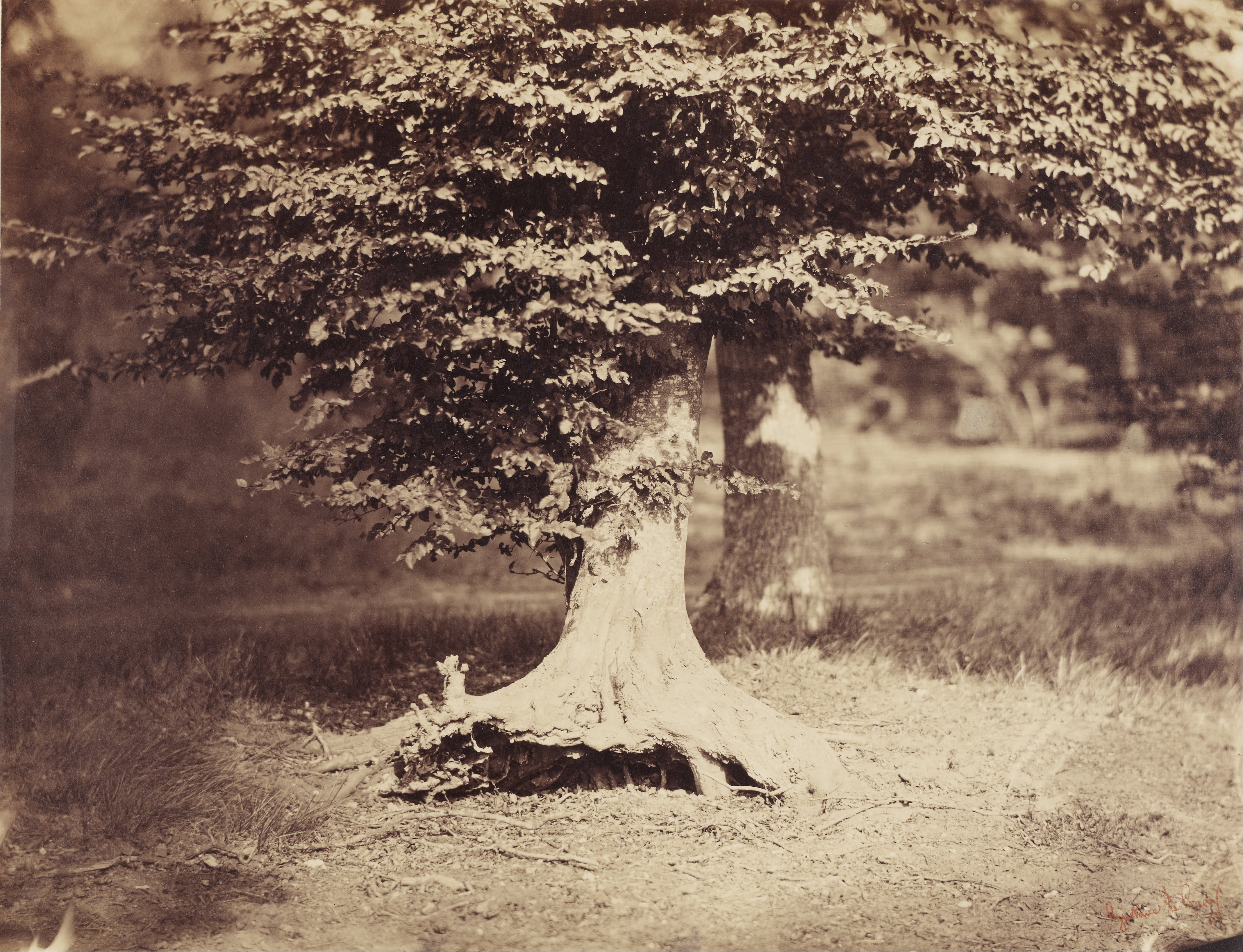
Le Gray, Buk, ok. 1855-57

Gustave Le Gray, właśc. Jean Baptiste Gustave Le Gray (lub Legray) (ur. 20 sierpnia 1820 w Villiers-le-Bel, zm. 29 lipca 1884 w Kairze) – francuski fotograf, wynalazca, pisarz.
W latach ok. 1839-1843 uczył się w Paryżu malarstwa u François-Edouarda Picota i Paula Delaroche’a. Znane jest obecnie jednak tylko jedno jego dzieło malarskie (a dokładniej jego fotograficzna reprodukcja z 1854 r.) – rysunkowy portret Bénédicta Massona.
Z fotografią Le Gray zapoznał się w latach 40. i na tyle szybko przyswoił sobie jej tajniki, że już rok później sam jej nauczał (jego uczniem był m.in. Maxime Du Camp, który jako jeden z pierwszych Europejczyków fotografował Egipt). Wkrótce zaczął wystawiać swoje zdjęcia. W 1850 ukazała się jego pierwsza publikacja na temat fotografii – Traité pratique de photographie sur papier et sur verre, w której promował fotografię wykorzystującą negatywy na papierze. Fotografował w technice kalotypii, przede wszystkim na papierze woskowanym (papier ciré); w technice tej wykonał w latach 1849-1853 serię zdjęć lasu w Fontainebleau. W pełni rozumiejąc i wykorzystując możliwości tego procesu, Le Gray stworzył krajobrazy w stylu szkoły z Barbizon, cechujące się dużą wrażliwością na światło i zdradzające jego emocjonalny stosunek do miejsca.
Równocześnie eksperymentował z innymi technikami. Istnieje przypuszczenie, że to on, a nie Frederick Scott Archer, jako pierwszy wykorzystywał szklane klisze pokryte kolodionem, co dało początek powszechnie stosowanemu w fotografii przez ok. 30 lat procesowi kolodionowemu. Archer opisał i opublikował tę technikę w 1851 r., Le Gray rok później w publikacji zatytułowanej Nouveau Traité théorique et pratique de photographie sur papier et sur verre. W technice kolodionowej powtórnie fotografował las w Fontainebleau oraz wykonał serię widoków morskich w Sète i Dieppe, która na wystawie światowej 1855 otrzymała pierwszą nagrodę (jedno zdjęcie z cyklu, zatytułowane Grande Vague, należy do najdrożej sprzedanych zdjęć w historii – na aukcji w Sotheby’s w 1999 r. osiągnęło cenę 507 500£). Le Gray posługiwał się także techniką albuminową na szkle.
Le Gray był członkiem Mission Héliographique – grupy fotografów, działającej na zlecenie rządowej komisji ds. zabytków (Commission des Monuments Historiques). Ich zadaniem było wykonanie dokumentacji fotograficznej zabytków na terenie różnych części Francji. Le Gray miał sfotografować budowle w dolinie Loary i okolicy Orleanu oraz na południe od nich. Pracował razem z Auguste’em Mestralem.
W 1854 został jednym z założycieli Société française de photographie. W 1856 otrzymał zlecenie od cesarza na zrealizowanie cyklu zdjęć w obozie wojskowym w Châlons-sur-Marne.
Mimo sukcesów i znaczenia dla rozwoju fotografii, pod koniec lat 50. zmagał się z problemami finansowymi. Opuścił Francję i ostatecznie osiadł w Egipcie, gdzie nauczał rysunku i malarstwa. Zmarł w Egipcie w 1882 (data dzienna nie jest znana) w wyniku złamania ręki podczas jazdy konnej (okoliczności śmierci znane są dzięki relacji Nadara).